# Хармсдорф (Источни Холштајн)
Хармсдорф (њем. Harmsdorf) општина је у њемачкој савезној држави Шлезвиг-Холштајн. Једно је од 36 општинских средишта округа Остхолштајн. Према процјени из 2010. у општини је живјело 724 становника. Посједује регионалну шифру (AGS) 1055020.

## Географски и демографски подаци
Хармсдорф се налази у савезној држави Шлезвиг-Холштајн у округу Остхолштајн. Општина се налази на надморској висини од 29 метара. Површина општине износи 17,8 km². У самом мјесту је, према процјени из 2010. године, живјело 724 становника. Просјечна густина становништва износи 41 становника/km².